# Cottesloe Town
Koordinaten: 31° 59′ S, 115° 45′ O

Der Town of Cottesloe ist ein lokales Verwaltungsgebiet (LGA) im australischen Bundesstaat Western Australia. Cottesloe gehört zur Metropole Perth, der Hauptstadt von Western Australia. Das Gebiet ist vier Quadratkilometer groß und hat etwa 7600 Einwohner (2016).
Cottesloe liegt an der australischen Westküste nördlich des Swan River und ist etwa sieben bis zehn Kilometer vom Stadtzentrum von Perth entfernt. Der Sitz des Town Councils befindet sich im Stadtteil Cottesloe, wo etwa 7400 Einwohner leben (2016).

## Verwaltung
Der Cottesloe Council hat elf Mitglieder, zehn Councillor werden von den Bewohnern der vier Wards (vier aus dem North und je zwei aus dem Central, East und South Ward) gewählt. Der Mayor (Bürgermeister) und Ratsvorsitzende wird zusätzlich von allen Bewohnern des Towns gewählt.

## Persönlichkeiten
- Sally Carbon (* 1967), Hockeyspielerin